# Palamède de Guermantes
Pour les articles homonymes, voir Charlus.
Palamède de Guermantes, baron de Charlus, est un personnage de l’œuvre de Marcel Proust À la recherche du temps perdu.
Les autres personnages lui attribuent nombre de sobriquets : il est Mémé pour les intimes, Taquin le superbe pour sa belle-sœur, ma petite gueule pour Jupien ou encore l’homme enchaîné pour les fripouilles d’un bordel.

## Généalogie
Palamède XV de Guermantes est le frère cadet du duc de Guermantes. Il devrait porter le titre de prince des Laumes, mais, « avec une apparente simplicité où il y a beaucoup d'orgueil », il ne porte que celui de baron de Charlus ; il est aussi « duc de Brabant, damoiseau de Montargis, prince d'Oloron, de Carency, de Viareggio et des Dunes » et membre de l'ordre souverain de Malte et du Jockey Club (dont il sera exclu à la suite d'une vie trop scandaleuse). Il est de la famille des ducs de Guermantes, dont les membres parcourent à de multiples reprises les pages de La Recherche, il porte le nom de "Palamède", comme les rois de Sicile, ses ancêtres.
M. de Charlus est :
- neveu de Mme de Villeparisis
- frère de Basin, duc de Guermantes

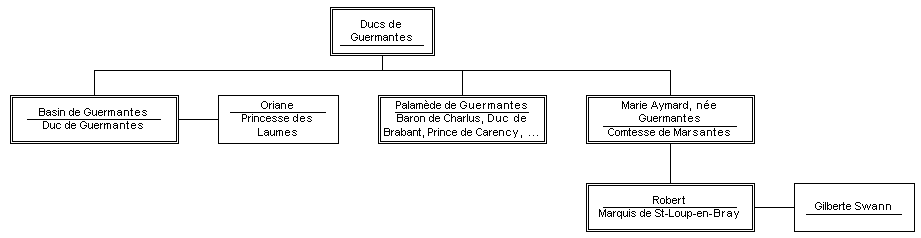
Généalogie des Ducs de Guermantes

- frère de la comtesse Marie-Aymard de Marsantes, la mère de Robert de Saint-Loup
- cousin de Gilbert, le prince de Guermantes
- cousin du roi de Hanovre et de la reine de Naples
- cousin de Clara de Chimay, évoquée dans À l’ombre des jeunes filles en fleurs
- oncle de Robert de Saint-Loup

## Portrait
Aristocrate parisien, très en vue dans la haute société du faubourg Saint-Germain, M. de Charlus est un homme cultivé, aux goûts raffinés et à la piété assumée. Veuf, né dans les années 1850, il a une quarantaine d’années quand le narrateur le rencontre. Antidreyfusard convaincu, il ne se montre pourtant antisémite que quand cela lui permet de cacher sa vraie nature. Personnage haut en couleur, il est décrit comme "un peu fou" par sa belle-sœur, Oriane la duchesse de Guermantes ; il est connu dans le monde pour sa violence et son caractère emporté ; ici, Proust s'inspire sans doute de Saint-Simon, connu pour ses colères terribles et ses prétentions de grand seigneur. Mais cette violence inexplicable, qui le brouillera peu à peu avec toutes ses relations et l’exclura du faubourg Saint-Germain, est bien sûr le symptôme le plus évident de l'homosexualité tourmentée du Baron.
Car M. de Charlus est un « inverti », un homosexuel, attiré par les hommes puis plus tard par les jeunes garçons, et Proust en fait même l’emblème de ce « côté de Sodome » : il emploiera les termes de « charlisme » ou « un Monsieur de Charlus » pour évoquer d’autres invertis. On peut même aller plus loin et le qualifier carrément de pervers masochiste et pédophile à la fin de sa vie, où son plaisir sera d'être battu par des repris de justice. Il tombera en effet désespérément amoureux d'un jeune violoniste tout aussi violent, Morel, qui profitera sans scrupule de son argent et de ses relations, avant d'entretenir une relation avec le propre neveu du Baron, le jeune Robert de Saint-Loup. Pourtant, malgré cette description, qui fait ressembler Charlus à un monstre ignoble, le personnage a quelque chose d'extrêmement touchant, voire sublime. Sa sensibilité démesurée fait de lui quasiment un artiste, il faut voir avec quelle virtuosité il s'attaque publiquement à la comtesse Molé, comme il règne avec majesté sur le milieu Verdurin (chez qui il fréquentera un moment, comme Swann) ou comment il éconduit le narrateur avec brio (le côté de Guermantes). Charlus est fondamentalement un être qui souffre, qui vit une douleur terrible de devoir cacher sa nature véritable, de vivre dans le mensonge, lui qui est épris de pureté : par exemple, sa relation avec Morel, pour violente et étrange qu'elle soit, est complètement chaste.
Il ne peut également résister à la tentation de parler de lui sous couvert de parler littérature : dans le train pour la Raspelière, il évoque Les Secrets de la princesse de Cadignan de Balzac, mais tous les personnages présents comprennent bien qu'il s'agit là d'un aveu voilé (sauf la pauvre femme du docteur Cottard, qui croit qu'il est juif et qu'il le cache). En un mot, le Baron est digne de pitié, car c'est quelqu'un de profondément bon : il n'hésite pas à doter la nièce de son bon ami Jupien (avec qui il entretient une relation tout d'abord charnelle, avant que Jupien ne s'occupe de lui comme une mère) et à lui donner le prestigieux titre d'Oloron, tout comme il veut plus que tout, voir réussir son protégé, Morel.
Modèles : Les probables modèles de M. de Charlus seraient Robert de Montesquiou, pour son allure générale, son orgueil, son insolence et ses dons artistiques ; le baron Doazan, poudré et bouffi, amoureux d’un violoniste polonais ; le comte Aimery de La Rochefoucauld, connu pour sa morgue et la dureté de ses mots ; le trouble Oscar Wilde ; Edouard de La Rochefoucauld-Doudeauville, duc de Bisaccia; et en partie Marcel Proust lui-même. Certains auteurs citent également le maréchal Lyautey ou Charlus, le roi du café-concert. Sa vieillesse est inspirée du prince de Sagan qui, comme lui, est poussé en chaise roulante, après une attaque.

## Apparitions dansLa Recherche
Les numéros de page ci-après se réfèrent à l'édition Garnier-Flammarion. Pour d'autres éditions, se référer à la correspondance des numéros de page dans l'article Éditions de « À la recherche du temps perdu ». 

### Du côté de chez Swann
À Combray chez les grands-parents du narrateur, il est réputé être l'amant d'Odette, la femme de Charles Swann.
À Tansonville, alors que le narrateur, enfant, se promène « du côté de chez Swann », il découvre Gilberte, la fille de Swann et, au moment où il entend son nom, il remarque également le regard insistant d'un monsieur habillé de coutil : le baron de Charlus (251).
Le baron est mentionné comme « ami du monde » de Swann dans sa période de coureur de femmes (309).
Il intervient ensuite comme messager de Swann alors que les Verdurin essaient de le séparer d'Odette (443), puis comme rapporteur des activités d'Odette quand elle ne veut pas voir Swann (446).

### À l’ombre des jeunes filles en fleurs 2
À Balbec, Marcel rencontre Saint-Loup, avec qui il veut se lier d’amitié. Saint-Loup lui parle de son oncle Palamède (128) et d’un épisode où un homme lui a fait des avances. Cet oncle est imité dans toute la haute société (129). Le lendemain, Marcel est observé avec attention par un inconnu (130). Peu après, il revoit l’inconnu avec Saint-Loup et Mme de Villeparisis, qui lui présente alors le baron de Charlus (132). Il reconnaît en lui l’homme qui l’avait fixé à Tansonville (135).
Le baron l’invite pour le soir chez Mme de Villeparisis (139), mais lorsque Marcel se présente avec sa grand-mère, Charlus fait semblant de ne pas les avoir invités. Le baron parle de littérature (142). Alors qu’il est couché, Marcel reçoit la visite du baron venu lui apporter un livre pour qu’il s'endorme bien (146). M. de Charlus s’emporte contre le groom et s’éclipse de façon glaciale (147).

### Le côté de Guermantes I
À Paris, dans le salon de Mme de Villeparisis, « l'oncle Palamède » arrive alors que Marcel discute avec son ami Saint-Loup (357). Charlus est assez froid avec le narrateur (364). Celui-ci découvre que le baron est le frère du duc de Guermantes (373). Mme de Villeparisis déconseille au narrateur de repartir avec Charlus (379). Mais le baron le rejoint dans l'escalier et propose de lui servir de guide (381). Il tient des propos étranges sur la famille Bloch (384). Son opinion sur Mme de Villeparisis (390). Il évoque des services qu'il pourrait rendre au narrateur (391). Il lui demande de réfléchir à sa « proposition » et part en fiacre (393).

### Le côté de Guermantes II
De retour du Maroc, Saint-Loup rend visite à Marcel et lui transmet l'ordre de M. de Charlus de passer le voir après le dîner chez la duchesse de Guermantes (163).
Au cours de ce dîner, le duc évoque le calembour d'Oriane sur le baron (220). Puis c'est son deuil qui est mentionné (266). Marcel apprend que le prince Von dîne chez le baron ce soir-là (269).
Marcel se rend donc chez le baron après le dîner (311) et attend longuement dans son salon (315). L'accueil méprisant du baron le fait enrager et piétiner son chapeau (317). Le baron change alors brusquement d'attitude (324) et propose à Marcel de le reconduire chez lui (327). Il parle de la princesse de Guermantes, chez qui il peut faire inviter Marcel (329).

### Sodome et Gomorrhe I
À Paris, dans l'hôtel particulier de la duchesse de Guermantes, le narrateur, caché, assiste à l'arrivée du baron (64). Le giletier Jupien tape dans l'œil de Charlus qui entreprend une danse de séduction digne du bourdon pour la fleur (67). Après le passage à l'acte, Charlus questionne Jupien pour trouver d'autres hommes de son espèce (73) et ils sortent dans la rue en se poursuivant comme des enfants (76). Pour Marcel, c'est la révélation : il découvre l'inversion (l'homosexualité) (78) et comprend le comportement de Charlus après le dîner chez la duchesse (94). Par la suite, Charlus améliore la situation sociale de Jupien (96).
Dans la description de la soirée chez la princesse de Guermantes, le narrateur évoque M. de Charlus et le monde (105). Il accueille les invités (116). Le narrateur, qui veut être présenté au prince, demande à Charlus, mais celui-ci repousse sa requête mal formulée (122). Lorsque le narrateur rentre du jardin, Charlus lui lance un trait insolent (127). Au cours d'une conversation avec M. de Vaugoubert, un de ses semblables, Charlus est salué par un groupe d'invertis travaillant dans une ambassade qui éveille l'attention de Vaugoubert (134). Vaugoubert sourit au baron, ce qui l'agace (145).
Charlus joue aux cartes avec un des jeunes fils de Mme de Surgis (161). Charlus est le tuteur de Saint-Loup (163) qui le prend pour un Don Juan. Mme de Surgis présente ses fils au baron (170) qui dénigre devant eux le salon Saint-Euverte (174). Puis il se montre empressé auprès de Mme de Surgis pour cacher son intérêt pour ses fils (180).
Au moment du départ, le duc et le baron ont un échange fraternel mais Basin gaffe en évoquant les goûts de Charlus (193).

### Sodome et Gomorrhe II
Lors de son second séjour à Balbec, Marcel assiste à la première rencontre de Charlus et Morel à la gare de Doncières (16). Morel introduit Charlus dans le salon de Mme Verdurin à la Raspelière (61). L’entrée très lady-like du baron (66). Il se méprend sur les clignements d’yeux de Cottard, qu’il prend pour ceux d’un inverti indiscret (80). Charlus et le protocole au moment de passer à table et les maladresses équivoques de M. Verdurin (104). Sa fierté de son héritage aristocratique (110). Il joue de la musique avec Morel et montre ses dispositions artistiques (118). Il se révèle en préférant la fraisette à l’orangeade (132).
De retour au Grand-Hôtel, il déjeune avec un valet de pied efféminé (155). Aimé, le maître d’hôtel, montre à Marcel une lettre qu'il a reçue du Baron (160).
Morel et Charlus déjeunent dans un restaurant de la côte (177).
Dans le petit chemin de fer, le baron évoque la littérature et sa piété (214). Il évoque les invertis sans savoir que le clan des Verdurins est fixé sur son compte (216). Il convainc un grand musicien pas dupe de l'aider à voir plus souvent Morel à Paris (222). D'ailleurs, tout le monde sait chez les Verdurin et c'est plutôt Charlus qui est dupé (224). Charlus évoque à nouveau la littérature et s'identifie à un personnage féminin décrié pour ses mauvaises mœurs (234).
La situation se dégrade entre Morel et Charlus (237) au point que ce dernier abandonne le baron qui comptait sur lui pour un dîner. Charlus, abattu, accepte de dîner avec Marcel mais le charge de porter une lettre à Morel (241) qui finit par céder parce qu'il craint que le duel qu'a inventé le baron ne porte préjudice à sa réputation de musicien (243). Mais la réconciliation n'est que de courte durée (252).
Jaloux de Morel, le baron fait venir Jupien pour espionner son amant lorsqu'il va dans une maison de passe (256). Morel réussit pourtant à cacher sa liaison avec le prince de Guermantes, au prix d'une terreur qui va changer ses relations avec le baron (258).
Évocation de la présentation de la vie mondaine faite par Charlus à Morel (269). Charlus s'intéresse à Bloch et se montre antisémite pour le cacher (288).

### La Prisonnière
Le narrateur soupçonne Albertine d'avoir des attirances pour les femmes. Très amoureux d'elle et jaloux, il veut la retenir et l'invite à vivre chez lui à Paris. Il va alors l'entourer de son amour et de sa générosité, lui offrant des robes magnifiques, des sorties, des fêtes, pour la distraire et l'inciter à rester près de lui. Au début, ils sont très heureux dans cette cage dorée, mais bientôt des tensions entre les deux amants viendront rompre le charme et Albertine partira, au désespoir du narrateur.

### Albertine disparue ( ou La Fugitive )
La douleur du narrateur est immense, il sollicite ses amis pour suivre Albertine et lui rapporter des informations qui pourraient l'apaiser. Finalement, il apprend qu'elle est morte lors d'un accident de cheval : elle a heurté violemment un arbre et n'a pu être réanimée. Ayant perdu son amour, seul le voyage à Venise qu'il espérait depuis toujours lui apportera la paix.

### Le temps retrouvé
Pendant la guerre, le baron fréquente régulièrement un hôtel de passe tenu par Jupien. Les goûts du baron sont désormais orientés vers le masochisme. Jupien recrute pour lui des jeunes gens que le baron paie généreusement pour ses plaisirs. Le narrateur est descendu par hasard dans cet établissement pour s’y reposer. Il surprend, par un œil-de-bœuf dont le rideau n’a pas été complètement tiré, le baron, enchaîné au lit d’une chambre voisine, recevant le fouet.
Un peu plus tard, le narrateur veut redescendre et sortir, mais dissimulé dans un coin il entend la conversation du baron, de Jupien et des garçons dans la salle du rez-de-chaussée. Ces derniers remercient le baron pour son argent en assurant qu’il sera dépensé à de bonnes œuvres. Ceci contrarie fort le baron qui aurait aimé que Jupien ramenât de vrais voyous, cette gentillesse n’étant pas de nature à susciter son désir pervers.
Finalement Jupien raconte au narrateur que le baron, ayant souffert une attaque, sombre dans l’infantilisme et devient aveugle.

## Extraits
Je tournai la tête et j'aperçus un homme d'une quarantaine d'années, très grand et assez gros, avec des moustaches très noires, et qui, tout en frappant nerveusement son pantalon avec une badine, fixait sur moi des yeux dilatés par l'attention. Par moments, ils étaient percés en tous sens par des regards d'une extrême activité, comme en ont seuls devant une personne qu'ils ne connaissent pas des hommes à qui, pour un motif quelconque, elle inspire des pensées qui ne viendraient pas à tout autre - par exemple des fous ou des espions. (À l'ombre des jeunes filles en fleurs tome 2, p. 130)
Le baron, qui cherchait maintenant à dissimuler l'impression qu'il avait ressentie, mais qui, malgré son indifférence affectée, semblait ne s'éloigner qu'à regret, allait, venait, regardait dans le vague de la façon qu'il pensait mettre le plus en valeur la beauté de ses prunelles, prenant un air fat, négligent, ridicule. (Sodome et Gomorrhe I, p. 67)
On aurait cru voir s'avancer Mme de Marsantes, tant ressortait à ce moment la femme qu'une erreur de la nature avait mise dans le corps de M. de Charlus. Certes cette erreur, le baron avait durement peiné pour la dissimuler et prendre une apparence masculine. Mais à peine y était-il parvenu que, ayant pendant le même temps gardé les mêmes goûts, cette habitude de sentir en femme lui donnait une nouvelle apparence féminine née, celle-là, non de l'hérédité mais de la vie individuelle. (Sodome et Gomorrhe, édition Le livre de poche, p. 391)
(C'est Jupien qui parle) : ... j'entendis une voix qui disait: "Quoi?" 
-"Comment, répondit le Baron, c'était donc la première fois?"
J'entrai sans frapper, et quelle ne fut pas ma peur. Le baron, trompé par la voix
qui était en effet plus forte qu'elle n'est d'habitude à cet âge-là
(et à cette époque-là le baron était complètement aveugle),
était, lui qui aimait plutôt autrefois les personnes mûres,
avec un enfant qui n'avait pas
dix ans." (Le Temps retrouvé, p.nn)

## Interprètes
- Alain Delon dans Un amour de Swann de Volker Schlöndorff (1984)
- John Malkovich dans Le Temps retrouvé de Raoul Ruiz (1999)
- Didier Sandre dans À la recherche du temps perdu de Nina Companeez (2011)
- David Rintoul dans À la recherche du temps perdu (en) (2000), adaptation théâtrale par Harold Pinter et Di Trevis (en) au Royal National Theatre de Londres
- Serge Bagdassarian dans Le Côté de Guermantes, adaptation théâtrale écrite et mise en scène par Christophe Honoré à la Comédie-Française (2020)
- Plusieurs adaptations de Camino Real (en), pièce de Tennessee Williams (1953) faisant apparaître plusieurs personnages littéraires dont le baron de Charlus :
  - Tom Aldredge dans Ten Blocks on the Camino Real, adaptation télévisée par Jack Landau (en) (1966)
  - Christian Camargo dans la mise en scène de Nicholas Martin au Williamstown Theatre Festival (en) (1999)
  - John Feltch dans la mise en scène de Michael Wilson (en) au Hartford Stage (1999)